# 谯楼
谯楼为中国古代官署放置鼓、角等器物，用以击鼓报时、击鼓鸣角的迎宾建筑，可以指：
- 袁州谯楼。位于江西省宜春市，全国重点文物保护单位。
- 鼓角楼，别称谯楼，位于安徽省广德市，安徽省文物保护单位。
- 莆田谯楼，位于福建省莆田市，福建省文物保护单位。
- 临颍谯楼，位于河南省临颍县，河南省文物保护单位。